# Hervé Bride
 (octobre 2008).
Si vous disposez d'ouvrages ou d'articles de référence ou si vous connaissez des sites web de qualité traitant du thème abordé ici, merci de compléter l'article en donnant les références utiles à sa vérifiabilité et en les liant à la section « Notes et références ».
Hervé Bride,  né le 29 décembre 1947 à La Tronche (Isère) et mort le 22 novembre 2024 à Lannion (Finistère), est un journaliste sportif français, à Europe 1 et Europe 1 Sport.
Il est l’une des voix du « Multiplex » depuis 1991 et a fêté, le 27 septembre 2008 à Troyes, son millième match de football commenté sur les ondes d’Europe 1.

## Biographie
Hervé Bride a commencé sa carrière professionnelle en Alsace en 1968, exerçant comme professeur d’économie durant quinze ans. Né dans une famille de sportifs et plus particulièrement de rugbymen (son père, Pierre Bride, a été demi de mêlée international, sélectionné France–Reste en 1946 alors qu’il jouait au CS Lons-le-Saunier, puis au Football Club de Grenoble à la fin des années 1940), il a pratiqué ce sport à haut niveau. Après un accident à l’épaule, il s’est consacré à l’arbitrage et a dirigé durant plusieurs saisons des rencontres du championnat de France de première division ainsi que des matches internationaux. Il est également éducateur agréé de la Fédération Française de Rugby. 
Depuis son plus jeune âge, il a été attiré par le journalisme sportif. Un premier stage de deux ans à Europe 1 l’a amené à côtoyer quelques grands noms de la station comme Jacques Forestier, Fernand Choisel, Eugène Saccomano, mais aussi André Arnaud, Gérard Klein, Jacques Ourevitch et bien d’autres. À l’issue de ce passage entre 1974 et 1976, conquis qu’il venait de toucher de près son futur métier, mais contraint de réintégrer l’Éducation Nationale, il se promet d’y revenir un jour…
C’est Eugène Saccomano qui lui propose de rejoindre la station de la rue François Ier en janvier 1991, en qualité de correspondant sportif pour le Grand-Est, une maison qu’il ne quittera plus jamais.
Divorcé depuis 1983, il est père de deux garçons dont l'un (Sylvain) collabore à la rédaction de ses ouvrages.
Hervé Bride meurt le 22 novembre 2024 à Lannion à l'âge de 76 ans.

## Carrière
(novembre 2024).

### Presse écrite
- Correspondant sportif  des quotidiens régionaux : L'Alsace et Les Dernières Nouvelles d'Alsace entre 1965 et 1985, omnisports.
- Correspondant du Midi olympique de 1964 à 1973.
- Directeur de la Rédaction de Sports Alsace et de Sports Alsace Foot de 1997 à 2000.

### Radio
- Fondateur et Directeur de « RADIO 100 » à Colmar (1983-1986), qui a été l’une des premières et des plus importantes radios libres en Alsace (deuxième radio locale de France en 1984 derrière « Radio Baie des Anges »).
- Journaliste à Radio Monte-Carlo (1986-1988) à Paris.
- Journaliste à Sud-Radio (1988-1990) à Toulouse et Montpellier.
- Journaliste de sport Correspondant d’Europe 1 pour le Grand Est (1991-2003).
- Correspondant du Service des sports d’Europe 1 à Paris depuis 2003.

### Divers
- Chargé de communication du groupe « Pauli Voyages » de 1991 à 1993.
- Chargé de communication de la ville de Colmar de 1993 à 1996.
- Auteur du film « Colmar Liberté » en 1995.
- Coorganisateur de « Paris-Colmar à la marche » de 1993 à 1997.
- Coorganisateur du « Tour Cycliste de la Moyenne Alsace ».
- Coorganisateur du « Regio Tour Cycliste ».
- Organisateur du Salon « Sportland » à Colmar en 1997.
- Organisateur du « Salon de la maquette et du modèle réduit » à Colmar en 2001.

## Publications
- Vous ne plaquerez pas l'Alsace et la Lorraine, coauteur avec Francis Braesch, livre consacré au rugby, 1981.
- Guide touristique de l’Alsace, éditions Hachette, coauteur, 2002.
- Racing, une saison passion, éditions Edito Strasbourg, 1999, 2000 et 2001.
- 100 ans de Football en Alsace - Encyclopédie du Football Alsacien, éditions Edito Strasbourg, 2002 ; 5 volumes, 1 800 p.
- Saison Passion, livres consacrés aux clubs de football du Lille OSC, RC Lens, Valenciennes FC, AS Nancy-Lorraine, Paris SG, Olympique Lyonnais, Olympique de Marseille, Girondins de Bordeaux, OGC Nice, AS Saint-Etienne et CS Sedan Ardennes - éditions CMPC, 2006.